# Johann Beckenschlager

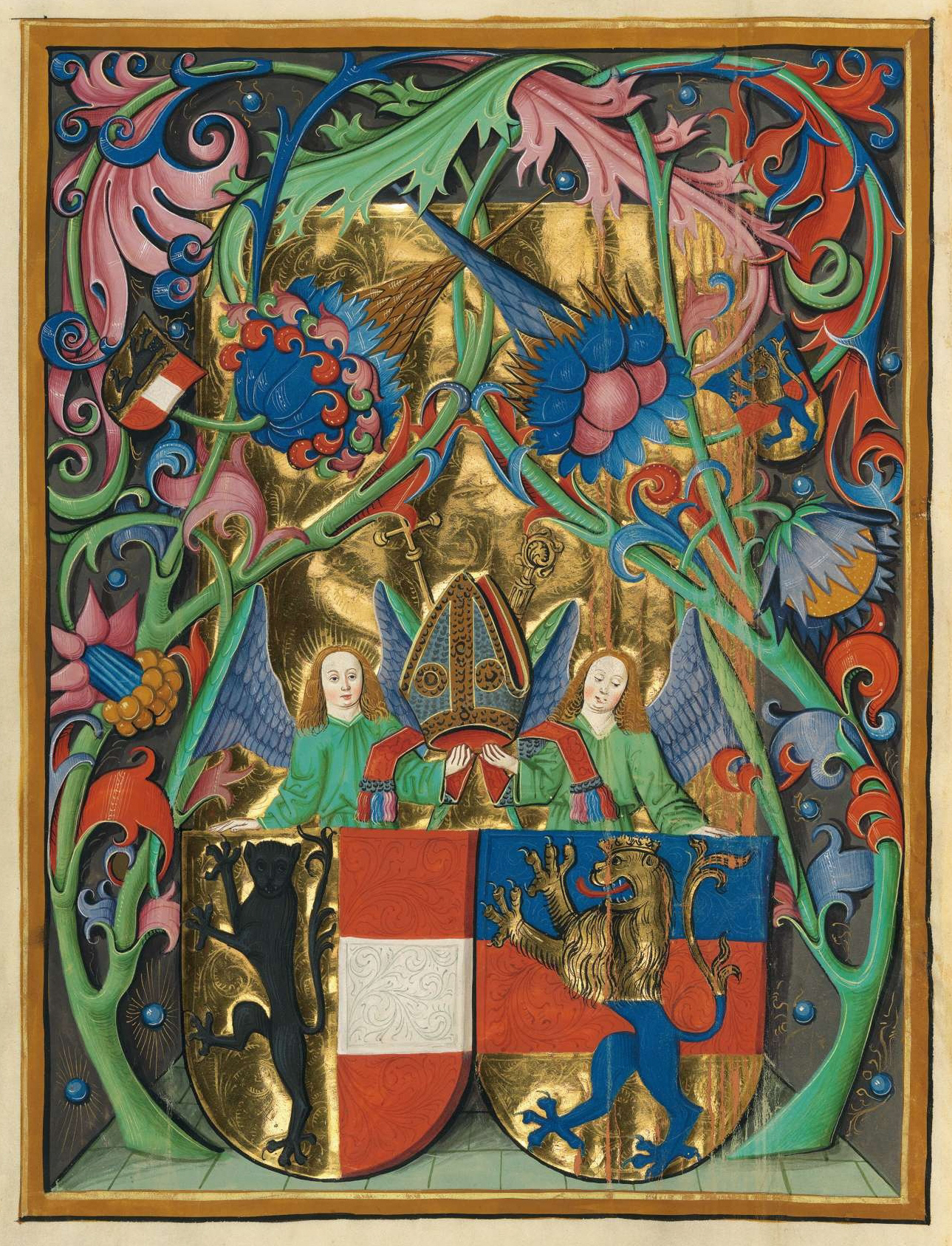
Bischofswappen aus dem Salzburger Missale von Berthold Furtmeyr (BSB Clm 15708)

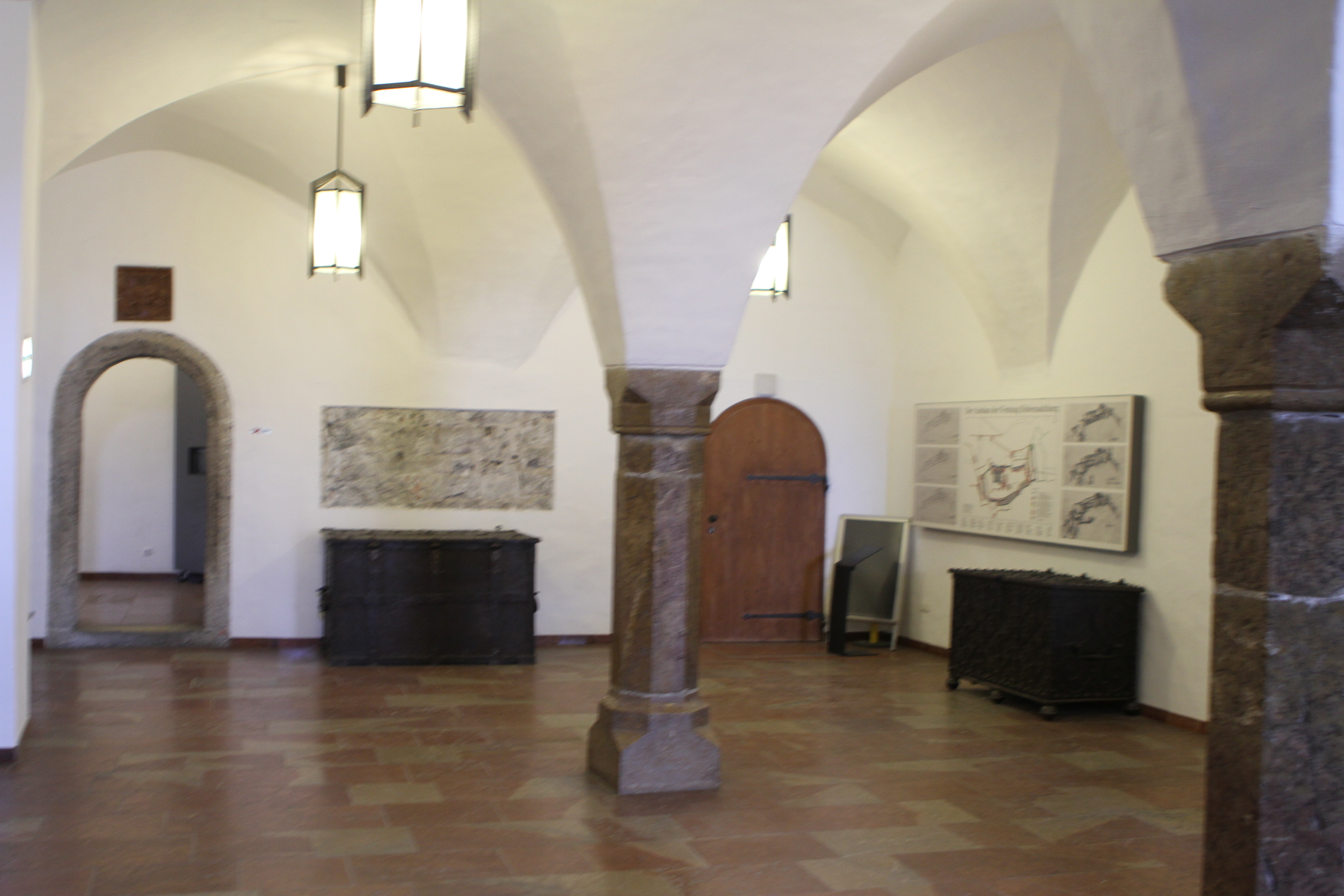
Von Johann Beckenschlager um 1485 errichtete Eingangshalle zu seinen Wohnräumen auf der Festung Hohensalzburg

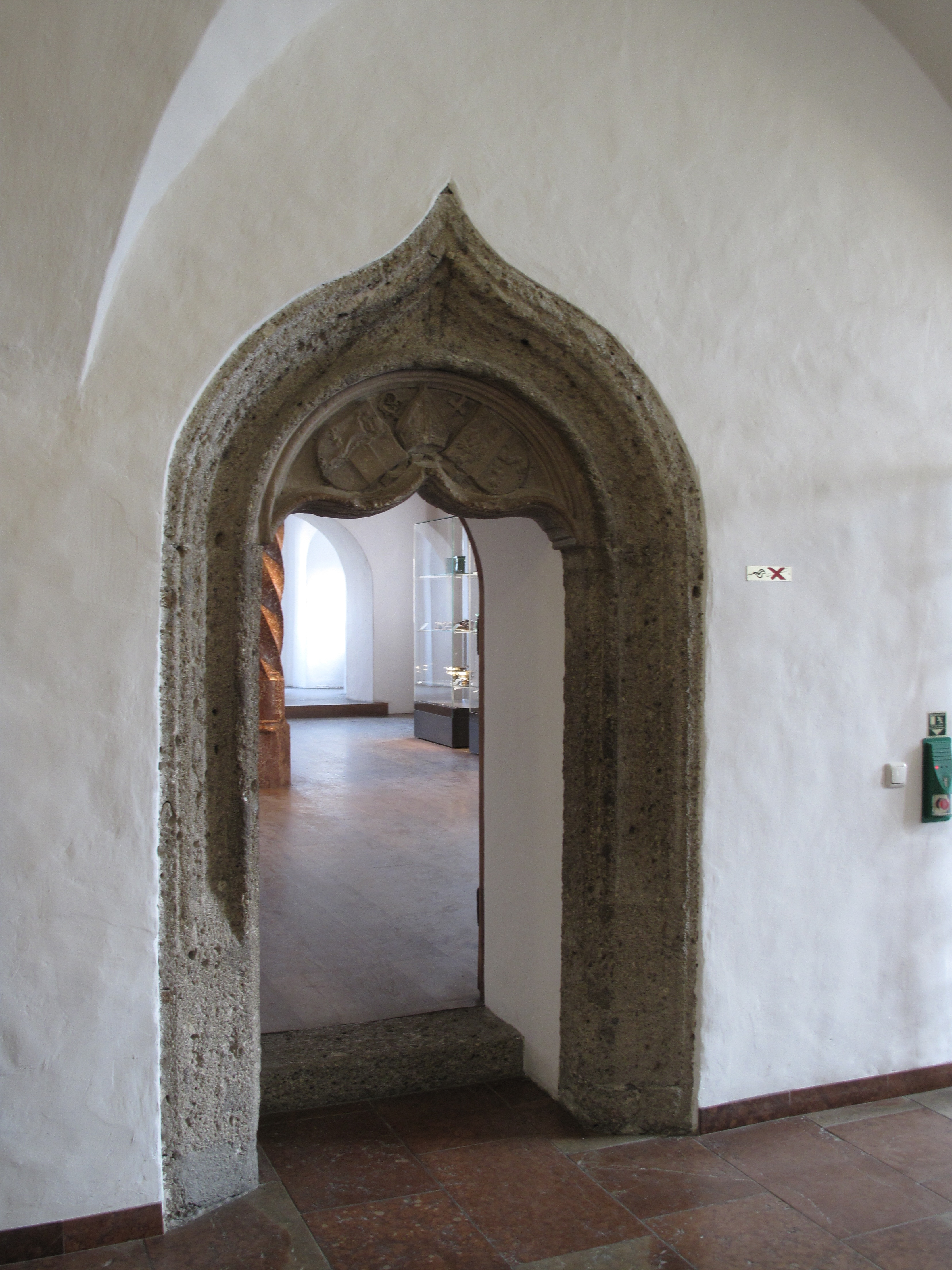
Eingang mit dem Wappen Beckenschlagers zu seinen Wohnräumen auf der Festung Hohensalzburg

Johann Beckenschlager, auch Johann Beckensloer, Johann Pfluger oder Johann Peckensloer, (* um 1428 in Breslau; † 15. Dezember 1489 in Salzburg) war Erzbischof von Gran und als Johann III. Erzbischof von Salzburg.

## Leben
Johann Beckenschlager stammt aus der Patrizierfamilie Beckenloer aus Breslau, sein Vater Marcus war als Tuchhändler reich geworden und 1430 in den böhmischen Adelstand erhoben worden. Das genaue Geburtsdatum Johanns ist nicht bekannt; aus späteren Nachrichten hat man auf einen Zeitpunkt um das Jahr 1428 geschlossen. Er ist sicher vor 1435 geboren.
Johann ging Mitte der 1440er Jahre nach Ungarn und kam wohl bald in Kontakt mit dem königlichen Hof und dem dort tätigen Humanisten und Bischof Johann Vitez, der ihn vermutlich förderte. 1459 wird Johann Beckenschlager an der Universität von Ferrara vermutet und es ist anzunehmen, dass auch er schon früh mit den Idealen und Praktiken des Renaissance-Humanismus vertraut wurde, die später am Hofe des neuen ungarischen Königs Matthias Corvinus eine so große Rolle für Diplomatie und Selbstdarstellung spielen sollten. Gleichzeitig war Beckenschlager auch in militärischen Unternehmungen aktiv.
Der ungarische König Corvinus ernannte Beckenschlager für geleistete Dienste 1462 zum Propst von Fünfkirchen und am 17. Mai 1465 zum Bischof von Großwardein. 1468 wurde er Bischof von Eger und 1473 als Nachfolger von Johannes Vitéz Erzbischof von Gran (ungarisch Esztergom) und Primas von Ungarn.
Weil Beckenschlager die Gunst des ungarischen Königs immer mehr verlor, verließ er Ungarn am 13. Februar 1476 und schloss sich dem Kaiser Friedrich III. an, dessen Berater und Geldgeber er wurde. Beckenschlager war ab 22. März 1477 Koadjutor für den schwer erkrankten Bischof von Wien, Leo von Spaur, und ab 1480 auch Administrator der Diözese Wien. Er verzichtete aber auf dieses Amt, als er die Regierung in Salzburg antrat.
Beckenschlager wurde am 29. November 1481 zunächst zum Administrator des Salzburger Erzstuhls gewählt, er erhielt am 13. Dezember die kaiserlichen Regalien und am 14. Januar 1482 wurde ihm von den Landständen gehuldigt. 1487 konnte Beckenschlager nach Rohrs Tod auch nominell das Amt des Erzbischofs übernehmen. Er starb 1489 in Salzburg.
Den größten Teil seiner Regierungszeit war Johann Beckenschlager als Diplomat von Kaiser Friedrich III. im Ausland tätig. Bereits 1483 hatte der Kaiser den Erzbischof zum Statthalter der Steiermark ernannt. Das Jahr 1481 und die Winterhalbjahre 1483/84 weilte er in den Niederlanden. Am 21. Juni 1486 ernannte der Kaiser ihn zum Statthalter von Österreich (Ober- und Niederösterreich), Steiermark, Kärnten, Krain, Istrien und dem Karst. Seit Mai 1486 war er für die Anwerbung von kaiserlichen Söldnern im Krieg gegen den Ungarnkönig Matthias Corvinus zuständig.
Die Regentschaft in Salzburg übernahm während seiner langen Abwesenheiten wesentlich der Salzburger Hofkanzler Bischof Georg Altdorfer von Chiemsee. Das letzte Lebensjahr verbrachte der schon kranke Erzbischof auf der Festung Hohensalzburg, die er zielstrebig hatte ausbauen lassen. Vor allem baute er hier den Hohen Stock als Fürstenresidenz aus und errichtete Schüttkasten (zeitweilig als Wohnraum genutzt) und Arbeitshaus. Beckenschlager förderte außerdem die umfangreichen Arbeiten an dem mehrbändigen Salzburger Missale (heute München) durch den Regensburger Miniaturmaler Berthold Furtmeyr.